# Tren de la Victoria
El Tren de la Victoria fue el nombre dado a una gira realizada por el candidato presidencial Salvador Allende (representante del Frente de Acción Popular) por la Red Sur de Ferrocarriles del Estado del 13 al 22 de agosto de 1958.

## Historia
El viaje en tren fue organizado por el Comando Nacional de la candidatura presidencial de Salvador Allende, cuyo secretario general era Salomón Corbalán. El arriendo del tren a la Empresa de los Ferrocarriles del Estado tuvo un costo de 4 952 500 pesos, de los cuales 635 000 fueron aportados por el Comando Nacional Ferroviario, 342 000 del Comando Ferroviario de Empleados, 825 000 de voluntarios, 2 485 000 de habitantes de las provincias que visitó el tren, y 665 500 del Comando Nacional. La locomotora a vapor estaba decorada en su frente con un gran retrato de Allende junto a banderas y palmas, mientras que en uno de sus costados poseía un letrero con la inscripción «Tren de la Victoria» y en el otro un cartel con la frase «A todo vapor con Salvador».
El tren partió de la Estación Central de Santiago a las 11:30 del 13 de agosto de 1958, realizando su primera detención en la Maestranza San Eugenio, y posteriormente en el sector de Lo Valledor un grupo de obreros y pobladores arrojaron flores y arroz al convoy como señal de apoyo; dichas manifestaciones se repitieron en las poblaciones La Victoria y Dávila. En la estación Lo Espejo los obreros ferroviarios construyeron un arco triunfal, y en San Bernardo el convoy se detuvo durante tres minutos antes de seguir en camino a Chillán, donde arribó en la noche.
El 14 de agosto el tren partió de Chillán a las 7:30, pasando por las localidades de Ñipas, Coelemu, Ranguelmo, Pissis, Menque, Dichato, Tomé, Lirquén, Penco y Concepción, ciudad a la que arribó alrededor de las 23:00. El día 15 la comitiva recorrió Penco, Yumbel, Cabrero y San Rosendo.
El 17 de agosto se realizó un acto masivo en la Plaza de los Tribunales de Concepción en apoyo a la candidatura de Allende, que fue transmitido a todo el país por Radio Corporación y que reunió a alrededor de 40 mil personas; posteriormente, el tren se dirigió hacia Temuco, ciudad a la que arribó alrededor de las 23:20 luego de haber pasado por San Rosendo, Santa Fe, Coihue, Renaico, Las Viñas, Mininco, Collipulli, Pidima, Ercilla, Pailahueque y Victoria. Al día siguiente el Tren de la Victoria recorrió Loncoche, Lastarria, Quitratúe, Gorbea, Pitrufquén, Freire y Lautaro, mientras que el día 19 arribó a Osorno y al día siguiente visitó las localidades de Río Bueno, Purranque, Llanquihue y Puerto Varas, llegando a Puerto Montt a las 17:00.
El tramo final del recorrido se inició el 21 de agosto con el regreso a Santiago desde Parral, pasando por Copihue, Retiro, Longaví, Miraflores, Linares, Putagán, Villa Alegre, San Javier, Maule y Talca, ciudad en la que descansó. El Tren de la Victoria regresó a Santiago el 22 de agosto, iniciando el recorrido dicho día desde Talca y realizando detenciones en San Rafael, Camarico, Molina, Lontué, Curicó, Sarmiento, Teno, Quinta, Chimbarongo, Tinguiririca, San Fernando, Polonia, Pelequén, Rengo, Rosario, Requínoa, Los Lirios, Rancagua, Graneros, San Francisco de Mostazal, Paine, Buin, Nos y San Bernardo. Tras su llegada a la Estación Central de Santiago, Allende se dirigió a un acto de campaña realizado en la Plaza Bulnes en el Barrio Cívico.
Cinco días después de la llegada del Tren de la Victoria a Santiago, Salvador Allende se embarcó en el «Avión de la Victoria», una gira relámpago de dos días en la que visitó María Elena, Chuquicamata, Antofagasta, Pedro de Valdivia e Iquique.
Emulando a menor escala la campaña del Tren de la Victoria, en las semanas previas a las elecciones parlamentarias de 1961 Salvador Allende recorrió las provincias de Valparaíso y Aconcagua en el denominado «Bus de la Victoria»; en dichas elecciones Allende resultó triunfador como senador por dicha zona. Posteriormente repetiría su recorrido en tren por el sur de Chile durante la campaña presidencial de 1964. El Tren de la Victoria es considerado un referente sobre iniciativas realizadas a bordo de convoyes ferroviarios en Chile, como por ejemplo el Tren de la Salud, el Tren Popular de la Cultura y el Tren de la Solidaridad, todas ellas llevadas a cabo durante el gobierno de Salvador Allende (1970-1973).